# Ezzedine Salim
Ezzedine Salim (en arabe عزالدين سليم), également connu sous le nom de Abdelzahra Othman Mohammed (23 mars 1943 - 17 mai 2004), né à Bassora, membre du Parti islamique Dawa, est le chef du Conseil du gouvernement irakien constitué à la suite de l'intervention américaine en Irak. Il est tué à Bagdad le 17 mai 2004 dans un attentat à la voiture piégée pour lequel on soupçonne Al-Qaida en Irak. Il est le deuxième membre de ce conseil à mourir assassiné après la diplomate Akila Hachemi abattue en septembre 2003. Il est remplacé par son successeur désigné, le chef tribal sunnite Ghazi Mashal Ajil al-Yawer.